# Raxendorf
Raxendorf là một thị xã thuộc huyện Melk trong bang Niederösterreich.